# René Jaspers
René Jaspers (Breda, 16 oktober 1996) is een Nederlandse handbalspeler van het Drentse Hurry-Up.

## Biografie
Jaspers begon bij Orion in Rucphen met handbal. Later verkaste hij naar Internos in Etten-Leur, Vervolgens maakte hij de overstap naar Bevo HC. Naast dat hij bij Bevo handbalde zat Jaspers ook op de HandbalAcademie in Sittard. De HandbalAcademie deed Jaspers naast zijn HAVO. Door privéomstandigheden stopte Jaspers bij de academie. Vervolgens speelde Japsers voor Hercules Den Haag. In 2015 verstrok hij naar E&O. Na twee seizoen verlies Jaspers E&O en ging naar de Drentse concurrent Hurry-Up.

## Privé
Jaspers is zoon van carambolebiljarter Dick Jaspers.